# Ecuación de Starling
Formulada en 1896, por el fisiólogo británico Ernest Starling, la ecuación de Starling ilustra el rol de las fuerzas hidrostáticas y oncóticas (llamadas también fuerzas de Starling) en el movimiento del flujo a través de las membranas capilares. Permite predecir la presión de filtración neta para un determinado líquido en los capilares. La ecuación es:
| Símbolo                  | Nombre                                  | Unidad        |
| ------------------------ | --------------------------------------- | ------------- |
| {\displaystyle Q}        | Filtración de solvente trans endotelial | m3 / s        |
| {\displaystyle K_{f}}    | Coeficiente de filtración               | m3 / (s mmHg) |
| {\displaystyle P_{c}}    | Presión hidrostática capilar            | mmHg          |
| {\displaystyle P_{i}}    | Presión hidrostática intersticial       | mmHg          |
| {\displaystyle R}        | Coeficiente de reflexión de Staverman   |               |
| {\displaystyle \pi _{c}} | Presión oncótica capilar                | mmHg          |
| {\displaystyle \pi _{i}} | Presión oncótica intersticial           | mmHg          |

El coeficiente de filtración ({\displaystyle K_{f}}) expresa la permeabilidad de la pared capilar para los líquidos.
El coeficiente de reflexión ({\displaystyle R}) es el Índice de la eficacia de la pared capilar para impedir el paso de proteínas y que, en condiciones normales, se admite que es igual a 1, lo que significa que es totalmente impermeable a las mismas y en situaciones patológicas inferior a 1, hasta alcanzar el valor 0 cuando puede ser atravesado por ellas sin dificultad
Todas las presiones son medidas en milímetros de mercurio (mm Hg), y el coeficiente de filtración se mide en mililitros por minuto por milímetros de mercurio (mL·min-1·mm Hg-1). Por ejemplo:
- Presión hidrostática arteriolar (Pc) =37 mm Hg
- Presión hidrostática venular (Pc) = 17 mm Hg

Según la ecuación, P(Q)arteriolar=(37-1)-(25-0)=11 y P(Q) venular= (17-0)-(25-0)= -9. La filtración es por lo tanto mayor que la reabsorción. La diferencia es recuperada entonces por el sistema linfático para retornar a la circulación.
La solución a la ecuación es el flujo de agua desde los capilares al intersticio (Q). Si es positiva, el flujo tenderá a dejar el capilar (filtración). SI es negativo, el flujo tenderá a entrar al capilar (reabsorción). Esta ecuación tiene un importante número de implicaciones fisiológicas, especialmente cuando los procesos patológicos alteran de forma considerable una o más de estas variables.

## Fuerzas de Starling en la presión de filtración
La filtración glomerular se determina por:
1. La suma de las fuerzas hidrostática y coloidosmótica a través de la membrana glomerular, que da lugar a la presión de filtración neta.
2. El coeficiente glomerular Kf.

```
La presión de filtración neta representa la suma de las fuerzas hidrostática y coloidosmótica que favorecen o se oponen a la filtración a través de los capilares glomerulares.
```

- La presión hidrostática dentro de los capilares glomerulares (presión hidrostática glomerular, PG), que favorece la filtración a través de la membrana glomerular; se estima que en el ser humano debe der ser de 60mmHg.
- La presión hidrostática en la cápsula de Bowman (PB) fuera de los capilares, que se opone a la filtración, se estima que en el ser humano debe der ser de 18mmHg.
- La presión coloidosmótica de las proteínas plasmáticas en el capilar glomerular (πG), que se opone a la filtración, (oncótica); se estima que es de 32mmhg. Esta fuerza es la que ejercen las proteínas plasmáticas para contener el agua y los solutos en el espacio intravascular, lo que contribuye a la permanente microcirculación corporal; además, regula la cantidad de agua contenida en los tejidos.
- La presión coloidosmótica de las proteínas en la cápsula de Bowman (πB), que favorece la filtración. (En condiciones normales, la concentración de proteínas en el filtrado glomerular es tan baja que la presión coloidosmótica en el líquido de la cápsula de Bowman se considera cero.)

Presión de filtración neta: determina el paso del líquido a través de la membrana glomerular, siendo igual a la presión glomerular menos la suma de la presión coloidosmótica plasmática y la presión capsular.                                      

PF = PG-POG-PC